# 熱血!賃貸塾 ちょうえぇやん
『熱血!賃貸塾 ちょうえぇやん』（ねっけつ!ちんたいじゅく ちょうえぇやん）は、KBS京都ラジオで2010年2月5日から放送されている不動産情報番組。現在は毎週金曜日の14:00 - 14:30に放送されている。

## 概要
2010年2月5日放送開始。
部屋探しに関するお役立ち情報、賃貸の最新情報、住まいに関する話題を取り扱う。リスナーの疑問・質問に、株式会社長栄代表取締役で番組パーソナリティ（番組では「塾長」と呼ばれる）の長田修が答える。
番組オープニングでは、長田とアシスタントの竹中がそれぞれの近況などについてトークし、番組中盤から終盤は長田が経営する株式会社長栄の営業センターや、管理部門・各店舗のベルヴィスタッフが毎週ゲスト扱いで出演し、部屋探しに関するお役立ち情報、賃貸の最新情報、住まいに関する話題についてトークするという流れとなっている。

## 放送時間

### 現在
- 毎週金曜日 14:00 - 14:30（2010年4月9日 -）

### 過去
- 毎週金曜日 12:30 - 13:00（番組開始から2010年4月2日まで）

## 出演者
パーソナリティ（塾長）
- 長田修（株式会社長栄代表取締役）

アシスタント
- 竹中美彩

## 主なコーナー（2024年時点）
2024年時点では以下の3つのコーナーが実施されており、番組内では「ちょうえぇ通信」か「特選!お部屋セレクション」と「賃貸のツボ」の2コーナーが放送されている。
- 「ちょうえぇ通信」

毎回テーマを決めてそれに沿った話を当番組パーソナリティで住まいに関するスペシャリストである長田とトークするコーナーでほぼ毎週実施されている。また、「特選!お部屋セレクション」と交代で実施される月があるが番組公式サイトには記載されていない。
- 「特選!お部屋セレクション」

株式会社長栄の営業センターや、管理部門・ベルヴィのスタッフを店ごとに招いて、そのエリアの物件情報や物件にまつわる特選情報を届けるコーナーで不定期に実施される。
- 「賃貸のツボ」

リスナーからお部屋探しや住まいに関するお悩み、疑問・質問などを毎週メッセージで募集し、その悩みや疑問・質問に関して当番組パーソナリティで住まいに関するスペシャリストである長田が解決するコーナー。当コーナーは番組終盤に実施されている。

### かつて実施されていたコーナー
- 「熱血!交遊録」

当番組パーソナリティの長田の交友の中からリスナーに紹介したい「ちょうえぇ話」（ちょっといい話）を送ったり、また週によってはゲストも招いたりしながら、普段は聞けない業界の貴重なお話やお得な情報をリスナーに届けるコーナー。
番組公式サイトには記載されているが、2024年時点で実施されていないため事実上の打ち切り状態となっており、当コーナーが実施されていた期間も分かっていない。